# Mario Prisco
Mario Prisco fue un político romano del siglo I que aparece mencionado en la obra de Plinio el Joven. 

## Carrera pública
Alcanzó el consulado suffectus entre los años 93 a 95 y fue nombrado procónsul de África en 97/98.

## Juicio
A finales o comienzos del 100 fue procesado, junto con Vitelio Honorato y Flavio Marciano, por las estafas y extorsiones cometidas durante su mandato como procónsul de África. El representante de los demandantes en el proceso fue Plinio el Joven, de ahí que Mario Prisco aparezca mencionado en su obra epistolar. Se sabe además que fue desterrado y condenado a pagar una multa de setecientos mil sestercios.